# مادرپسر
مامابوی یا مادرپسر (به انگلیسی: Mamaboy) فیلمی محصول سال ۲۰۱۷ و به کارگردانی آرون لئونگ است. در این فیلم بازیگرانی همچون شان اودانل، گری بیوسی، استیون توبولوسکی، الی دی‌بری، دیلن ریلی اسنایدر و مایکل اریک رید ایفای نقش کرده‌اند.